# Fábrica Casaramona
La Fábrica Casaramona (« Fabrique Casaramona ») est un monument du quartier barcelonais de Sants-Montjuïc, en Espagne. Cette ancienne fabrique textile est utilisée depuis 2002 comme centre culturel CaixaForum.

## Historique
Créé pour monsieur Casimir Casaramora, industriel du textile, en remplacement d'une usine détruite par le feu, le projet est confié à l'un des trois grands architectes Catalan de l'époque moderniste de Josep Puig i Cadafalch.
Le bâtiment est découpé en ruelles de façon à contenir un éventuel incendie, mais aussi pour apporter de la lumière naturelle aux ateliers de filature. On retrouve dans sa construction les trois éléments caractéristiques du modernisme catalan: la brique, le fer forgé et la faïence (trencadis).
L’usine était dotée d'une protection contre les incendies et la tour de gauche en regardant le bâtiment depuis la rue était un réservoir d'eau destiné à éteindre les feux. Toujours dans le but d'éviter les catastrophes le stock des matières premières (coton) était situé dans les sous-sols de l'usine et n'étaient monté dans les ateliers que la quantité nécessaire à la production journalière. Monsieur Casaramora mourut avant la mise en exploitation du bâtiment et celui-ci ne servit jamais d'usine textile. Il fut occupé successivement par une garnison de la Garde civile pendant la République puis comme prison sous Franco. Laissé à l'abandon il fut racheté par La Caixa,  restauré et transformé en lieu d'expositions.
En 2001 à la fin des travaux de modernisation un arbre symbolique transparent et sans feuilles a été ajouté sur l'entrée par l'architecte japonais Arata Isozaki qui avait également réalisé le Palau Sant Jordi à Montjuïc pour les jeux olympiques d'été de 1992.
La toiture terrasse est accessible au public et offre une magnifique vue sur le musée national d'art de Catalogne.

## Présentation

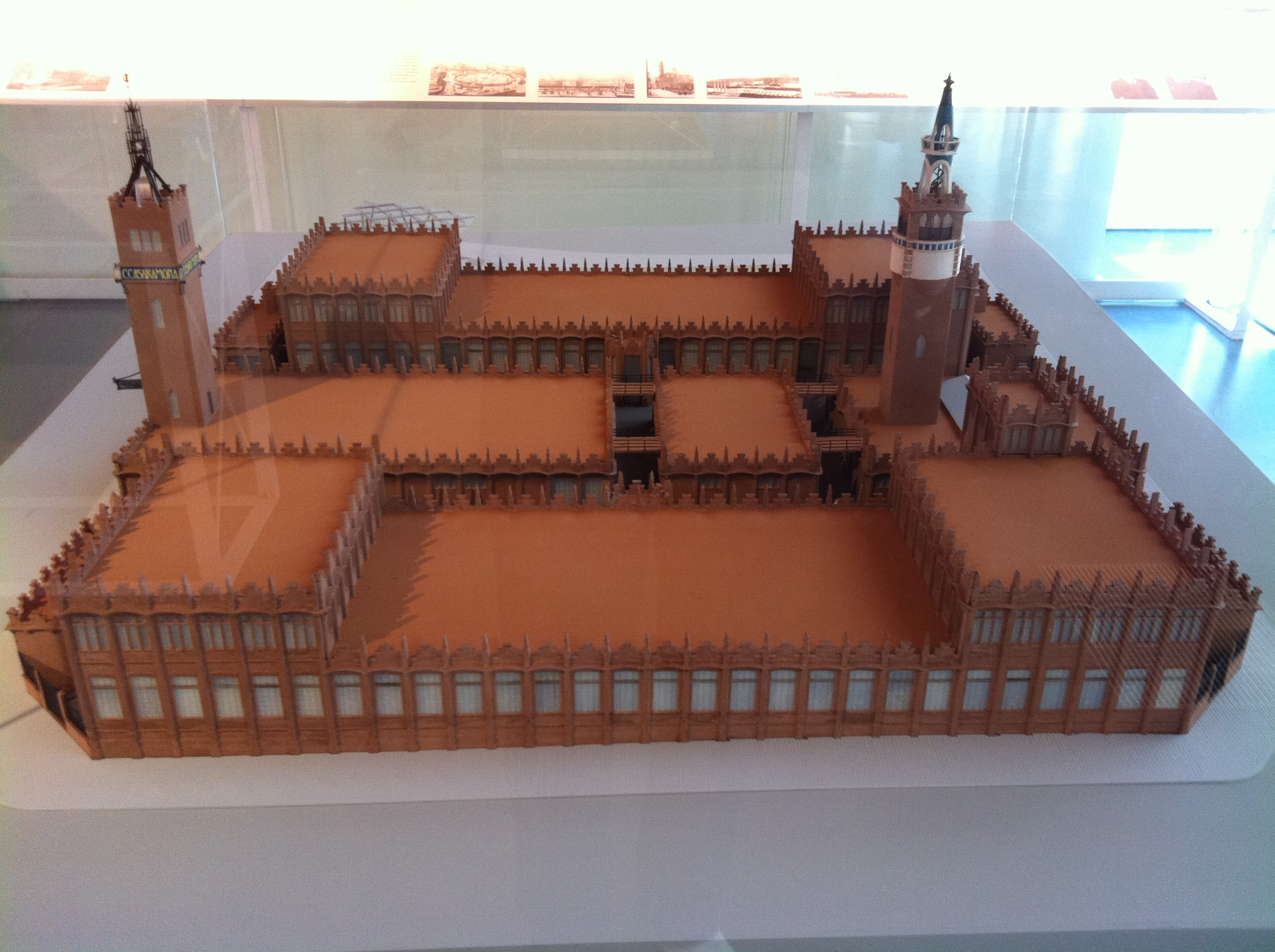
Maquette de la Fábrica Casaramona.

## Protection
La fabrique fait l’objet d’un classement en Espagne au titre de bien d'intérêt culturel depuis le 9 janvier 1976.